# 古洛姆容·阿卜杜拉耶夫
古洛姆容·奥佐多维奇·阿卜杜拉耶夫（1998年11月11日—），乌兹别克斯坦男子摔跤运动员，2021年伊斯兰团结运动会男子自由式57公斤级金牌得主、2024年夏季奥林匹克运动会男子自由式57公斤级铜牌得主。